# 귀류법
귀류법(歸謬法, 문화어: 귀유법)은 어떤 주장에 대해 그 함의하는 내용을 따라가다보면 이치에 닿지 않는 내용 또는 결론에 이르게 된다는 것을 보여서 그 주장이 잘못된 것임을 보이는 것이다. 배리법(背理法) 또는 반증법(反證法)이라고 일컬어지기도 한다. 귀류법은 간접증명법이다.
영어권에서는 라틴어로 "레둑티오 아드 아브수르둠(Reductio ad absurdum)"이라고 하며 이것의 해당 영어 번역은 "리덕션 투 더 업설드(reduction to the absurd)"이다. 수학에서는 특히 귀류법 또는 배리법이라고 부르며, 수학의 귀류법은 어떤 수학적 명제가 참인 것을 증명하는 수학적 증명 방법 중 하나이다. 수학의 귀류법은 영어로 "Proof by contradiction (프루프 바이 컨트러딕션 · 모순에 의한 증명)"이라고 한다.

## 단어들의 의미
문자 그대로의 뜻에 의거할 때, 귀류법 · 배리법 · 반증법 · 레둑티오 아드 아브수르둠 등의 단어들의 뜻은 다음과 같다.
- 귀류법(歸謬法): 오류로 귀착된다는 것을 보임
- 배리법(背理法): 이치에 어긋나게 된다는 것을 보임
- 반증법(反證法): 반대 증거가 나타나게 된다는 것을 보임
- 레둑티오 아드 아브수르둠(Reductio ad absurdum): 터무니 없는 것으로 돌아가게 되는 것을 보임

## 수학의 귀류법
수학에서 귀류법 · 배리법은 증명하려는 명제의 결론이 부정이라는 것을 가정하였을 때 모순되는 가정이 나온다는 것을 보여, 원래의 명제가 참인 것을 증명하는 방법이다. 귀류법은 유클리드가 2000년 전 소수의 무한함을 증명하기 위해 사용하였을 정도로 오래된 증명법이다.
예를 들어 {\displaystyle {\sqrt {2}}}가 유리수가 아님을 귀류법으로 증명하기 위해서는 다음과 같은 과정을 따른다.
1. {\displaystyle {\sqrt {2}}}가 유리수라고 가정한다. 따라서 {\displaystyle {\sqrt {2}}={\frac {b}{a}}}으로 둘 수 있다. ({\displaystyle a,b}는 서로소인 자연수)
2. {\displaystyle 2a^{2}=b^{2}}이므로 {\displaystyle b^{2}}는 2의 배수이다. {\displaystyle b^{2}}이 2의 배수이므로, {\displaystyle b}도 2의 배수이다. 따라서 {\displaystyle b=2b'}로 둘 수 있다. (여기서 {\displaystyle b'}는 자연수)
3. {\displaystyle a^{2}={\frac {1}{2}}b^{2}=2b'^{2}}이므로 {\displaystyle a^{2}}은 2의 배수이다. {\displaystyle a^{2}}이 2의 배수이므로, {\displaystyle a}도 2의 배수이다.
4. 이는 {\displaystyle a,b}가 서로소라는 가정에 모순이다. 따라서 {\displaystyle {\sqrt {2}}}는 유리수가 아니다.

## 같이 보기
- 논증(Argument)
- 추론(Inference · Reasoning)
- 연역법(Deductive reasoning)
- 귀납법(Inductive reasoning)
- 증명(Mathematical proof)
- 수학적 귀납법(Mathematical induction)